# USS Philippine Sea (CV-47)
USS Philippine Sea (CV-47) – amerykański lotniskowiec typu Essex, pierwszy okręt należący do United States Navy noszący nazwę "Philippine Sea" (z ang. Morze Filipińskie).
Okręt, zbudowany w 1945 roku, służył w latach 1946–1958 i brał udział w wojnie koreańskiej.

## Linki zewnętrzne

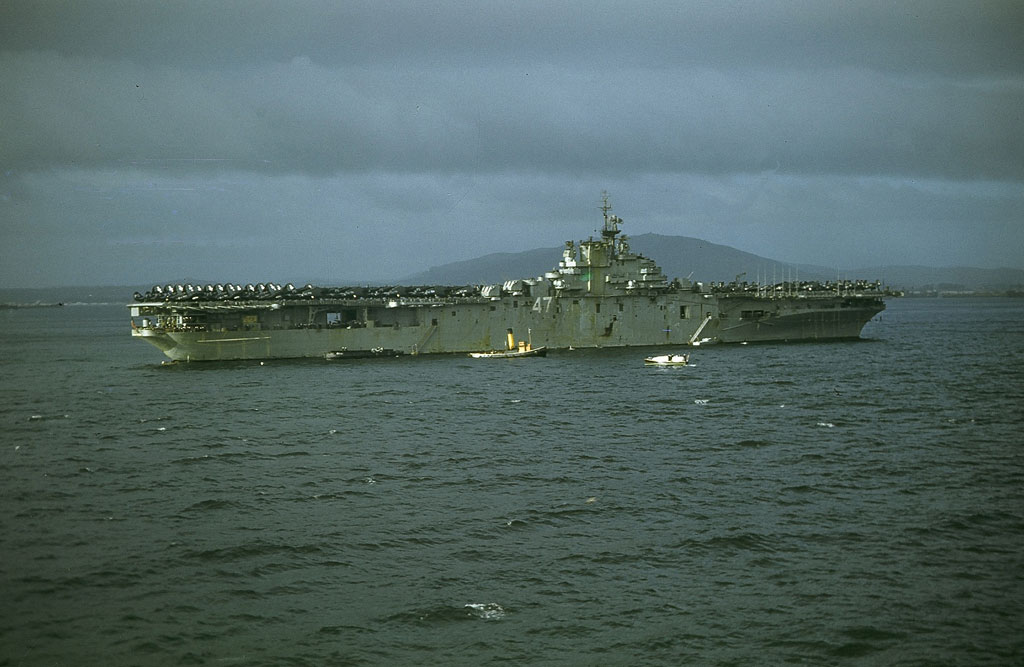
USS "Philippine Sea" (CV-47) w pobliżu Gibraltaru w 1948 roku

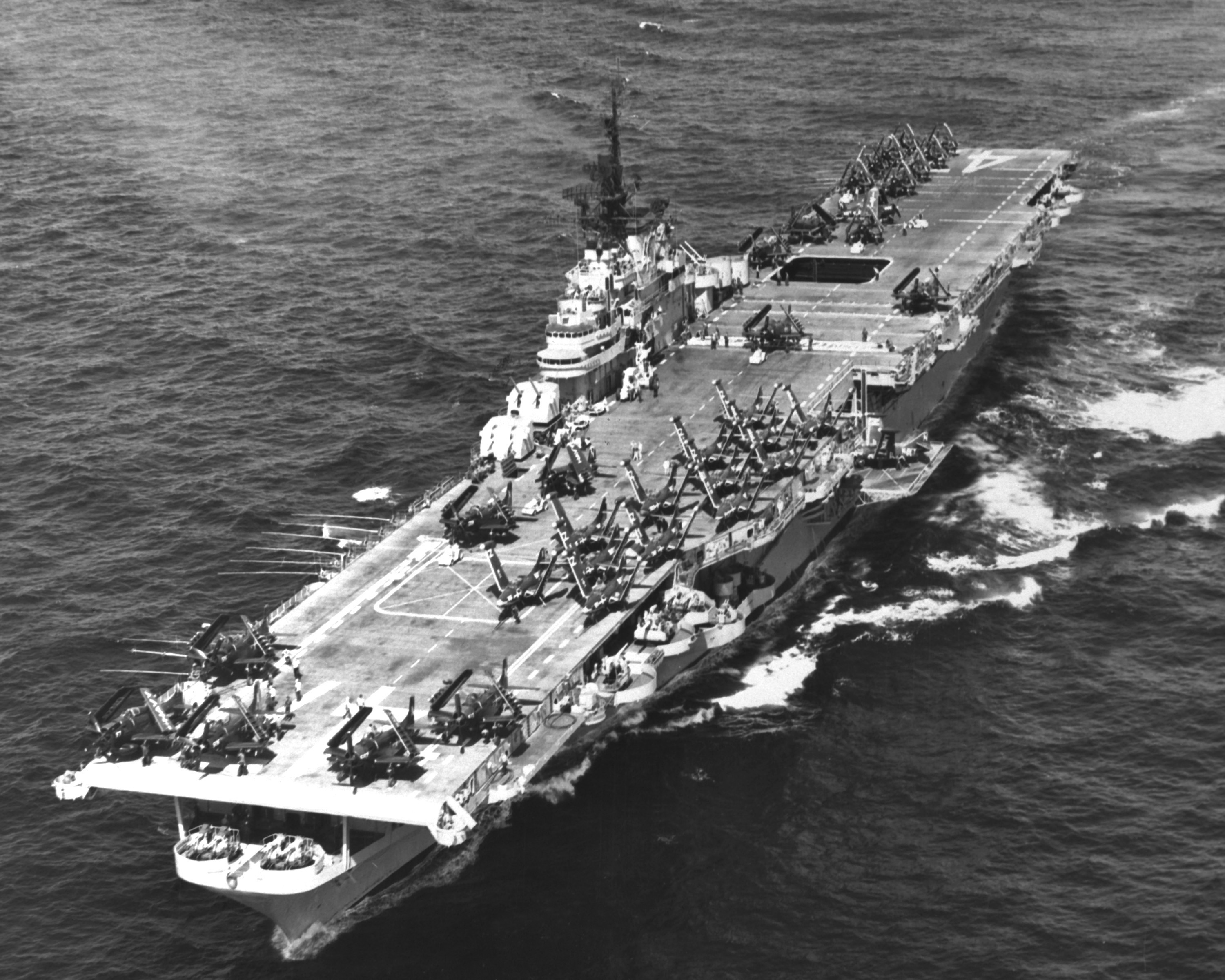
USS "Philippine Sea" 3 maja 1953 roku z samolotami należącymi do Carrier Air Group 9